# ريكو هنري
ريكو أنطونيو هنري (بالإنجليزية: Rico Antonio Henry)‏ (8 يوليو 1997 ب‍برمنغهام، إنجلترا - ) هو لاعب كرة قدم إنجليزي يلعب مع نادي برينتفورد في الدوري الإنجليزي الممتاز في مركز الظهير الأيسر. شارك مع منتخب إنجلترا تحت 19 سنة.

## وصلات خارجية
- ريكو هنري على موقع الاتحاد الدولي (مؤرشف)  (الإنجليزية)
- ريكو هنري على موقع قاعدة بيانات كرة القدم.إي يو (الإنجليزية)
- ريكو هنري على موقع Soccerbase.com (لاعب) (الإنجليزية)
- ريكو هنري على موقع Soccerway.com (الإنجليزية)
- ريكو هنري على موقع عالم كرة القدم.نت (الإنجليزية)